# Pliciloricus gracilis
Pliciloricus gracilis är en djurart som beskrevs av Higgins och Kristensen 1986. Pliciloricus gracilis ingår i släktet Pliciloricus, och familjen Pliciloricidae. Inga underarter finns listade i Catalogue of Life.